# Hyopsodontidae
Hyopsodontidae es una familia extinta de mamíferos primitivos, pertenecientes al orden de los condilartros. Vivieron del Paleoceno al Eoceno en Norteamérica y Eurasia y generalmente se los considera parientes cercanos a los Perissodactyla (caballos, rinocerontes y tapires).
Por lo general eran pequeños animales insectívoros. El género más común es Hyopsodus.
Todos ellos eran pequeños ungulados, su tamaño iba desde el de una ardilla al de una comadreja. Aunque mayoritariamente eran herbívoros ya que carecen de sus poderosos caninos, los hiopsodóntidos todavía tenían una dentadura generalizada, con un conjunto completo de los incisivos, caninos, premolares y molares. Durante el Paleoceno en Europa alcanzaron un nivel alto de diversidad, con los géneros Louisina y Monshyus en Hainin y después en el Cernaysiano con el Tricuspiodon, el Paratricuspiodon y el Paschatherium.

## Lista de géneros
- Aletodon Gingerich, 1977
- Chacomylus Williamson & Weil, 2011
- Dipavali Van Valen, 1978
- Dorraletes Gingerich, 1983
- Haplaletes Simpson, 1935
- Haplomylus Matthew, 1915
- Hyopsodus Leidy, 1870
- Litomylus Simpson, 1935
- Louisina Russell, 1964
- Microhyus[3] Teilhard de Chardin, 1927
- Monshyus Sudre & Russell, 1982
- Palasiodon Chow et al., 1976
- Paratricuspiodon Russell, 1964
- Paschatherium Russell, 1963
- Phenacodaptes Jepsen, 1930
- Promioclaenus Trouessart, 1904
- Tricuspiodon Lemoine, 1885